# Буве, Альбер
Альбе́р Буве́ (фр. Albert Bouvet; 28 февраля 1930, Mellé — 20 мая 2017, Вильнёв-Сен-Жорж) — французский шоссейный и трековый велогонщик. Выступал на профессиональном уровне во второй половине 1950-х — первой половине 1960-х годов, двукратный серебряный призёр чемпионатов мира, победитель однодневной гонки «Париж — Тур», пятикратный чемпион Франции в индивидуальной гонке преследования. Также известен как спортивный функционер в области велоспорта.

## Биография
Альбер Буве родился 28 февраля 1930 года в коммуне Мелле департамента Иль и Вилен, Франция.
Впервые заявил о себе в шоссейном велоспорте в 1953 году, когда одержал победу на Гран-при Франции среди любителей. С этого момента выступал на многих проходивших в стране крупных соревнованиях, в частности в 1956 году стал лучшим в классической однодневной гонке «Париж — Тур», занял четвёртое место в зачёте однодневки «Бордо — Париж», был третьим в генеральной классификации многодневной гонки «Четыре дня Дюнкерка», фиишировал на третьей позиции в «Гран-при Фурми».
Помимо участия в шоссейных велогонках также имел успехи и на треке, в частности пять раз становился чемпионом национального первенства Франции в зачёте индивидуального преследования.
В 1957 году вошёл в основной состав французской национальной сборной и побывал на трековом чемпионате мира в Рокуре, откуда привёз награду серебряного достоинства, выигранную в индивидуальной гонке преследования на 5 км среди профессионалов — уступил лидерство соотечественнику Роже Ривьеру. Два года спустя на аналогичных соревнованиях в Амстердаме повторил это достижение, вновь выиграл серебряную медаль, оставшись позади за Роже Ривьером.
Оставался действующим профессиональным спортсменом вплоть до 1963 года, успев к этому времени поучаствовать в шести супервеломногодневках «Тур де Франс».
После завершения спортивной карьеры занимался административной деятельностью, известен как организатор и планировщик маршрутов знаменитой французской велогонки «Париж — Рубе».
Умер 20 мая 2017 года в коммуне Дравей в возрасте 87 лет. Ежегодно в департаменте Иль и Вилен проводится традиционная велогонка на призы Альбера Буве.